# Анчін Антон Павлович
Анчін Антон Павлович (рос. Антон Павлович Анчин; нар. 30 січня 1990) — російський плавець. Учасник Олімпійських Ігор 2012 року.